# Beddes
Beddes is een gemeente in het Franse departement Cher (regio Centre-Val de Loire) en telt 95 inwoners (2009). De plaats maakt deel uit van het arrondissement Saint-Amand-Montrond.

## Geografie
De oppervlakte van Beddes bedraagt 12,3 km², de bevolkingsdichtheid is dus 7,7 inwoners per km².
De onderstaande kaart toont de ligging van Beddes met de belangrijkste infrastructuur en aangrenzende gemeenten.

## Demografie
Onderstaande figuur toont het verloop van het inwonertal (bron: INSEE-tellingen).